# Piotr Zaleski (gitarzysta)
Piotr Zaleski – polski gitarzysta, profesor sztuki.

## Życiorys
W 1973 był laureatem II Ogólnopolskiego Konkursu Gitary Klasycznej w Łodzi. W latach 1975–1979 dzięki stypendium Ministerstwa Kultury i Sztuki studiował w Franz-Liszt Musikhochschule w Weimarze. Od 1980 pracuje w PWSM (obecnie Akademii Muzycznej im. Karola Lipińskiego we Wrocławiu). W 1983 został tam asystentem w klasie gitary. W 1988 obronił doktorat, w 1993 uzyskał habilitację, a w 2000 profesurę tytularną. Od 1990 do 1993 pełnił funkcję dziekana Wydziału Instrumentalnego AM we Wrocławiu, od 2012 do 2016 kierownika Katedry Instrumentów Smyczkowych, a następnie do 2020 - prorektora tej uczelni ds.artystyczno-naukowych. Od 2007 do 2016 prowadził klasę gitary w Akademii Muzycznej w Poznaniu.
Występował z solowymi koncertami w Polsce, Czechosłowacji, na Węgrzech, w Hiszpanii, Niemczech i Holandii oraz jako solista koncertów symfonicznych wielu polskich filharmonii. Grał na lutni w grupie Complesso Di Musica Antica Eugeniusza Sąsiadka. W 2009 założył ze swoimi studentami zespół Jacaras nagrywający hiszpańską muzykę taneczną XVII i XVIII wieku, w którym gra na timple canario i gitarze barokowej.
W 1991 zainicjował Międzynarodowy Letni Kurs Gitarowy w Szczawnie Zdroju. Od 1998 do 2002 był felietonistą dwumiesięcznika Świat Gitary. Z Jaremą Klichem i Marianem Zielińskim jest współautorem wydanej w 2009 książki Metodyka nauczania gry na gitarze.
W 2006 został wyróżniony Odznaką honorową „Zasłużony dla Kultury Polskiej”. 